# تصویربرداری تشدید مغناطیسی قلبی
تصویربرداری تشدید مغناطیسی قلبی عروقی (CMR، همچنین به عنوان MRI قلبی نیز شناخته می‌شود) یک روش تصویربرداری غیر تهاجمی از عملکرد و ساختار سیستم قلبی عروقی است. توالی MRI برای تصویربرداری قلب با استفاده از نوار قلب و پروتکل‌های با وضوح زمانی بالا سازگار شده‌است. توسعه CMR یک زمینه فعال تحقیقاتی است و همچنان شاهد گسترش سریع تکنیک‌های جدید و نوظهور هستیم.

## کاربردها
MRI قلبی و عروقی مکمل سایر روش‌های تصویر برداری، مانند سونو گرافی، سی تی اسکن قلبی و پزشکی هسته ای است. این روش نقش مهمی در مسیرهای تشخیصی و درمانی مبتنی بر شواهد در بیماری‌های قلبی عروقی دارد. کاربردهای CMR شامل ارزیابی بیماری شریان کرونری، بیماری‌های ماهیچه ای قلب، التهاب عضلات قلب، سرریز و زیادی آهن در خون، بیماری‌های عروقی و بیماری‌های مادرزادی قلب است. این یک استاندارد مرجع، جهت ارزیابی ساختار و عملکرد قلب است، و برای تشخیص و جراحی در بیماری‌های پیچیده مادرزادی قلب، بسیار ارزشمند است.
همراه با استرس وازودیلاتور (اتساع عروق)، در تشخیص و توصیف ایسکمی میوکارد (بیماری شریان کرونی) به دلیل بیماری در عروق اپیکارد و ریزجریان نقش دارد. تقویت گادولینیوم دیررس (LGE) و نقشه‌برداری T1 به سکته قلبی و فیبروز (فساد الیاف) برای تشخیص کاردیومیوپاتی و ارزیابی قابلیت زنده ماندن اجازه می‌دهد. آنژیوگرافی تشدید مغناطیسی ممکن است با تقابل یا بدون تقابل انجام شود و برای ارزیابی ناهنجاری‌های مادر زادی یا اکتسابی عروق کرونر و عروق بزرگ استفاده می‌شود.
موانع کاربرد گسترده‌تر آن شامل دسترسی محدود به اسکنرهای مجهز، نبود تکنسین و پزشک متخصص با مهارت لازم برای اجرای یک سرویس، هزینه‌های نسبتاً بالا و روش‌های تشخیصی رقابتی است.

## خطرات
MRI قلبی خطرات خاصی را در مقایسه با سایر روش‌های تصویر برداری ایجاد نمی‌کند و یک روش ایمن است که از تابش یونیزه جلوگیری می‌کند به حساب می‌آید. اغلب از گادولینیوم (ماده حاجب پزشکی) با وضوح متوسط درCMR استفاده می‌شود و با فیبروز سیستمیک نفروژنیک همراه است که عمدتاً از ترکیبات خطی در بیماران مبتلا به بیماری کلیوی استفاده می‌شود. اخیراً شواهدی از رسوب درون جمجمه گادولینیوم نشان داده شده‌استCMR گرچه هیچ اثر عصبی گزارش نشده‌است. در اثرات ژنتیکی MRI قلبی به صورت in vivo و in vitro گزارش شده‌است، اما این یافته‌ها توسط مطالعات جدیدتر تکرار نشده‌است، و بعید است که آسیب DNA پیچیده‌ای را مرتبط با پرتوهای یونیزه کننده ایجاد می‌کند.

## فیزیک
CMR از همان اصول اساسی در دستیابی و بازسازی تصویر مانند سایر تکنیک‌های MRI استفاده می‌کند. تصویربرداری از سیستم قلبی عروقی معمولاً با استفاده ازgating قلبی استفاده شده در تکنیک‌های ECG معمولی انجام می‌شود. توالی ساین قلب با استفاده از حالت تعادل حالت پایدار بدون انحراف (bSSFP) حاصل می‌شود که دارای وضوح زمانی خوب و کنتراست ذاتی تصویر است. توالی‌های وزنی T1 برای تجسم آناتومی و تشخیص وجود چربی داخل میوکارد استفاده می‌شود. نقشه‌برداری T1 همچنین برای تعیین کمیت فیبروز میوکارد منتشر شده‌است. تصویربرداری با وزن T2 عمدتاً برای تشخیص ورم میوکارد استفاده می‌شود که ممکن است در میوکاردیت حاد یا سکته قلبی ایجاد شود. تصویربرداری فاز کنتراست از شیب‌های دو قطبی برای رمزگذاری سرعت در جهت معین استفاده می‌کند و برای ارزیابی بیماری دریچه و کمیت انتقال استفاده می‌شود.

## تکنیک‌ها
یک مطالعه CMR به‌طور معمول شامل مجموعه ای از توالی‌ها در پروتکل متناسب با نشانگر خاص برای امتحان است. مطالعه با محلی سازی برای کمک به برنامه‌ریزی تصویر آغاز می‌شود، و سپس مجموعه ای از توالی‌های ساین به صورت گذشته نگر برای ارزیابی عملکرد دو قطبی در جهت‌گیری‌های استاندارد تعیین می‌گردد. برای ارزیابی پرفیوژن میوکارد و LGE، محیط کنتراست به صورت داخل وریدی داده می‌شود. تصویربرداری کنتراست فاز ممکن است برای تعیین کمیت کسر مجدد دریچه و حجم انتقال استفاده شود. توالی‌های اضافی ممکن است شامل تصویربرداری با وزن T1 و T2 و آنژیوگرافی MR باشد. مثالهایی در ادامه آمده‌است:

### عملکرد قلب با استفاده از تصویربرداری ساین
اطلاعات عملکردی و ساختاری با استفاده از توالی ساین bSSFP بدست می‌آید. اینها معمولاً به صورت گذشته نگر و دارای کانتراست بسیار بالایی در تصویربرداری قلبی به دلیل نسبت نسبتاً زیاد T2: T1 خون در مقایسه با میوکارد هستند. تصاویر معمولاً برای دستیابی به طرح‌های استاندارد قلبی که برای ارزیابی مورد استفاده قرار می‌گیرند، به صورت پی در پی برنامه‌ریزی شده‌اند. جریان پر تلاطم باعث برهم خوردن فاز می‌شود و از دست دادن سیگنال به بیماری دریچه ای اجازه قدردانی کیفی می‌دهد. ساین‌های محور کوتاه بطن چپ از پایه به سمت حداکثر حفره بدست می‌آیند و برای کمی کردن حجم‌های پایان دیاستولیک و سیستولیک انتهایی، و همچنین توده میوکارد استفاده می‌شود. توالی برچسب زدن الگوی شبکه که با انقباض قلبی تغییر شکل می‌دهد را تحریک می‌کند و باعث کرنش می‌شود. 

### تقویت گادولینیوم
مواد حاجب مبتنی بر گادولینیوم به صورت داخل وریدی اداره می‌شود و تصویربرداری با تأخیر حداقل ۱۰ دقیقه بعد انجام می‌شود تا به تضاد مطلوب بین میوکارد طبیعی و سکته ای برسیم. دنباله بازیابی وارونگی (IR) برای تهی کردن سیگنال از میوکارد طبیعی استفاده می‌شود. میزان زنده ماندن میوکارد را می‌توان با درجه پیشرفت ترانسورال ارزیابی کرد. بیماریهای قلبی، التهابی و التهابی نیز ممکن است دارای الگوهای متمایز LGE غیر ایسکمیک باشند. 

### تزریق وریدی
آدنوزین به عنوان یک گشادکننده عروق از طریق گیرنده A2A استفاده می‌شود تا اختلاف پرفیوژن بین سرزمین میوکارد تأمین شده توسط عروق کرونر نرمال و تنگی را افزایش دهد. تزریق داخل وریدی مداوم برای چند دقیقه انجام می‌شود تا زمانی که علائم همودینامیکی از اتساع عروق وجود داشته باشد، پس از به دست آوردن تصاویر بهبودی اشباع از قلب با یک بازشدگی با وضوح زمانی بالا، یک بولوس از ماده حاجب اجرا می‌شود. نتیجه مثبت از نقص پرفیوژن میوکارد القایی مشهود است. هزینه و در دسترس بودن بدان معنی است که استفاده از آن غالباً محدود به بیماران با احتمال پیش آزمون متوسط است، اما نشان داده شده‌است که آنژیوگرافی غیر ضروری را در مقایسه با مراقبت‌های مستقیم راهنمایی می‌کند. 

### جریان چهار بعدی CMR
تصویربرداری کنتراست فاز معمولی را می‌توان با استفاده از شیب حساس به جریان در ۳ طرح متعامد در یک حجم سه بعدی در طول چرخه قلب افزایش داد. چنین تصویربرداری چهاربعدی، سرعت جریان خون در هر وکسل را در کد رمزگذاری می‌کند و باعث می‌شود دینامیک سیال با استفاده از نرم‌افزارهای ویژه قابل مشاهده باشد. برنامه‌های کاربردی در بیماری پیچیده مادرزادی قلب و برای تحقیق در مورد ویژگی‌های جریان قلب و عروق وجود دارد - اما به دلیل پیچیدگی مراحل پس از پردازش و زمان کسب نسبتاً طولانی در استفاده روتین بالینی نیست. 
جریان داخل و خارج از قلب در یک حجم چهار بعدی با زمان حل شده شامل قلب و عروق بزرگ مشاهده می‌شود.

## کودکان و نقض مادرزادی قلب
نقص مادرزادی قلب شایعترین نوع عمده نقص تولد است. تشخیص دقیق برای تدوین برنامه‌های درمانی مناسب ضروری است. CMR می‌تواند بدون استفاده از اشعه ایکس یا ورود به بدن اطلاعات کاملی در مورد ماهیت نقایص مادرزادی قلب به روشی ایمن ارائه دهد. این روش، به ندرت بعنوان اولین یا تنها آزمایش تشخیص بیماری مادرزادی قلب استفاده می‌شود.
در عوض، این روش معمولاً با سایر روش‌های تشخیصی به صورت هماهنگ استفاده می‌شود. به‌طور کلی، دلایل بالینی برای معاینه CMR در یک یا چند دسته زیر قرار می‌گیرد: (۱) هنگامی که اکوکاردیوگرافی (سونوگرافی قلبی) نمی‌تواند اطلاعات تشخیصی کافی را ارائه دهد، (۲) به عنوان جایگزینی برای روش تشخیص کاتتریزاسیون قلبی که شامل خطرات از جمله قرار گرفتن در معرض اشعه x است، (۳) برای به دست آوردن اطلاعات تشخیصی که CMR مزایای منحصر به فردی مانند اندازه‌گیری جریان خون یا شناسایی توده‌های قلبی را ارائه می‌دهد، و (۴) هنگامی که ارزیابی بالینی و سایر آزمایش‌های تشخیصی مغایر هستند. نمونه‌هایی از شرایطی که CMR اغلب در آن استفاده می‌شود شامل تترولوژی فالوت ، انتقال شریان‌های بزرگ، انسداد آئورت، بیماری قلبی منفرد بطن، ناهنجاری رگ‌های ریوی، نقص دیوارهٔ بین دهلیزی، بیماری‌های بافت همبند مانند سندرم مارفان، حلقه‌های عروقی، منشأ غیرطبیعی شریانهای کرونر و تومورهای قلبی است.

نقص دیواره بین دهلیزی با اتساع بطن راست توسط CMR

تخلیه وریدی ریوی غیرعادی جزئی توسط CMR

به‌طور معمول معاینات CMR در کودکان ۱۵ تا ۶۰ دقیقه زمان می‌برد. برای جلوگیری از تصاویر مبهم، کودک باید در معاینه خیلی آرام بماند. در موسسات مختلف پروتکل‌های مختلفی برای CMR کودکان وجود دارد، اما بیشتر کودکان ۷ سال و سنین بالاتر به اندازه کافی برای معاینه با کیفیت خوب همکاری می‌کنند. ارائه توضیحات متناسب با سن کودک قبل از معاینه، احتمال یک مطالعه موفق را افزایش می‌دهد. پس از آزمایش ایمنی، به والدین اجازه داده می‌شود تا در معاینه به کودک خود کمک کنند. برخی مراکز به کودکان اجازه می‌دهند تا از طریق سیستم سازگار با MRI موسیقی گوش دهند و به این وسیله، اضطراب را کاهش دهند و همکاری را بهبود بخشند. با این حال، وجود والدینی آرام، دلگرم کننده و پشتیبان نسبت به هرگونه حواس‌پرتی یا روش‌های سرگرم‌کننده و آرامش بخش، نتایج بهتری را در همکاری کودکان ایجاد می‌کند. اگر کودک نتواند به اندازه کافی همکاری کند، از داروهای آرامش بخش داخل وریدی (سیاهرگ) یا بیهوشی عمومی استفاده می‌شود. در نوزادان تازه متولد شده، ممکن است انجام معاینه در هنگام خواب طبیعی انجام شود. تکنیک‌های جدید ضبط تصویر مانند جریان چهار بعدی نیاز به اسکن کوتاه‌تر دارد و می‌تواند نیاز به روش‌های آرامش بخش را کاهش دهد.

## انواع مختلف آهنرباهای دارای توانایی قلبی
اکثر CMR در سیستم‌های MRI ابررسانا معمولی با 1.5T یا 3T انجام می‌شود. تصویربرداری با قدرت میدان 3T نسبت سیگنال به نویز بیشتری ارائه می‌دهد که می‌تواند برای بهبود وضوح زمانی یا مکانی استفاده شود - که از بهترین کاربردها در مطالعات پرفیوژن گذر اول است. با این حال، هزینه‌های بیشتر و اثرات بدون تشدید مصنوع بر کیفیت تصویر بدان معنی است که بسیاری از مطالعات به‌طور معمول در 1.5T انجام می‌شود. تصویربرداری با قدرت میدانی 7T یک منطقه در حال رشد است، اما به‌طور گسترده در دسترس نیست.
تولیدکنندگان فعلی اسکنرهای MRI با توانایی قلبی شامل Philips , Siemens , Hitachi , Toshiba , GE هستند.

## تاریخچه
پدیده تشدید مغناطیسی هسته ای (NMR) اولین بار در پرتوهای مولکولی (۱۹۳۸) و مواد جامد (۱۹۴۶) شرح داده شد، بعداً با اعطای جایزهٔ نوبل مشترک در سال ۱۹۵۲ به رسمیت شناخته شد. تحقیقات بیشتر، مبانی زمانهای استراحت را که منجر به طیف‌سنجی هسته ای می‌شود عنوان کرد. در سال ۱۹۷۱، اولین گزارش از تفاوت زمان استراحت برای آب در میوکارد و آب خالص در اسپین اکو NMR توسط Hazlewood و Chang منتشر شد. این تفاوت اساس فیزیکی انقباض تصویر بین سلولها و مایع خارج سلول را تشکیل می‌دهد. در سال ۱۹۷۳، اولین تصویر ساده NMR و اولین تصویربرداری پزشکی در ۱۹۷۷ منتشر شد و در اوایل دهه ۱۹۸۰ وارد عرصه بالینی شد. در سال ۱۹۸۴، تصویربرداری پزشکی NMR به MRI تغییر نام داد. تلاش‌های اولیه برای تصویربرداری از قلب با حرکت تنفسی و قلبی اشتباه گرفته شد، و با استفاده از نوار قلب، تکنیک‌های اسکن سریعتر و تصویربرداری با حبس نفس حل شد. تکنیک‌های فزاینده ای از جمله تصویربرداری ساین و تکنیک‌هایی برای توصیف عضله قلب به عنوان نرمال یا غیرطبیعی (نفوذ چربی، استئوماتوز، بارگیری آهن، سکته قلبی یا فیبروز) ایجاد شده‌است.
از آنجا که MRI و کاربرد تصویربرداری قلبی عروقی پیچیده‌تر شد، SCMR)1996) با یک مجله دانشگاهی، (JCMR) در سال ۱۹۹۹ راه اندازی شد. در اقدامی مشابه توسعه " اکوکاردیوگرافی " از سونوگرافی قلب، اصطلاح "تشدید مغناطیسی قلبی عروقی" (CMR) پیشنهاد شد و به عنوان نام این رشته پذیرش شد.

## آموزش
صدور گواهینامه صلاحیت در CMR را می‌توان در سه سطح با شرایط مختلف برای هر یک دریافت کرد. سطح ۳ به ۵۰ ساعت دوره تأیید شده، حداقل ۳۰۰ مطالعه انجام شده، گذراندن یک آزمون کتبی و توصیه یک سرپرست نیاز دارد.